# Achterbahnfahrwerk

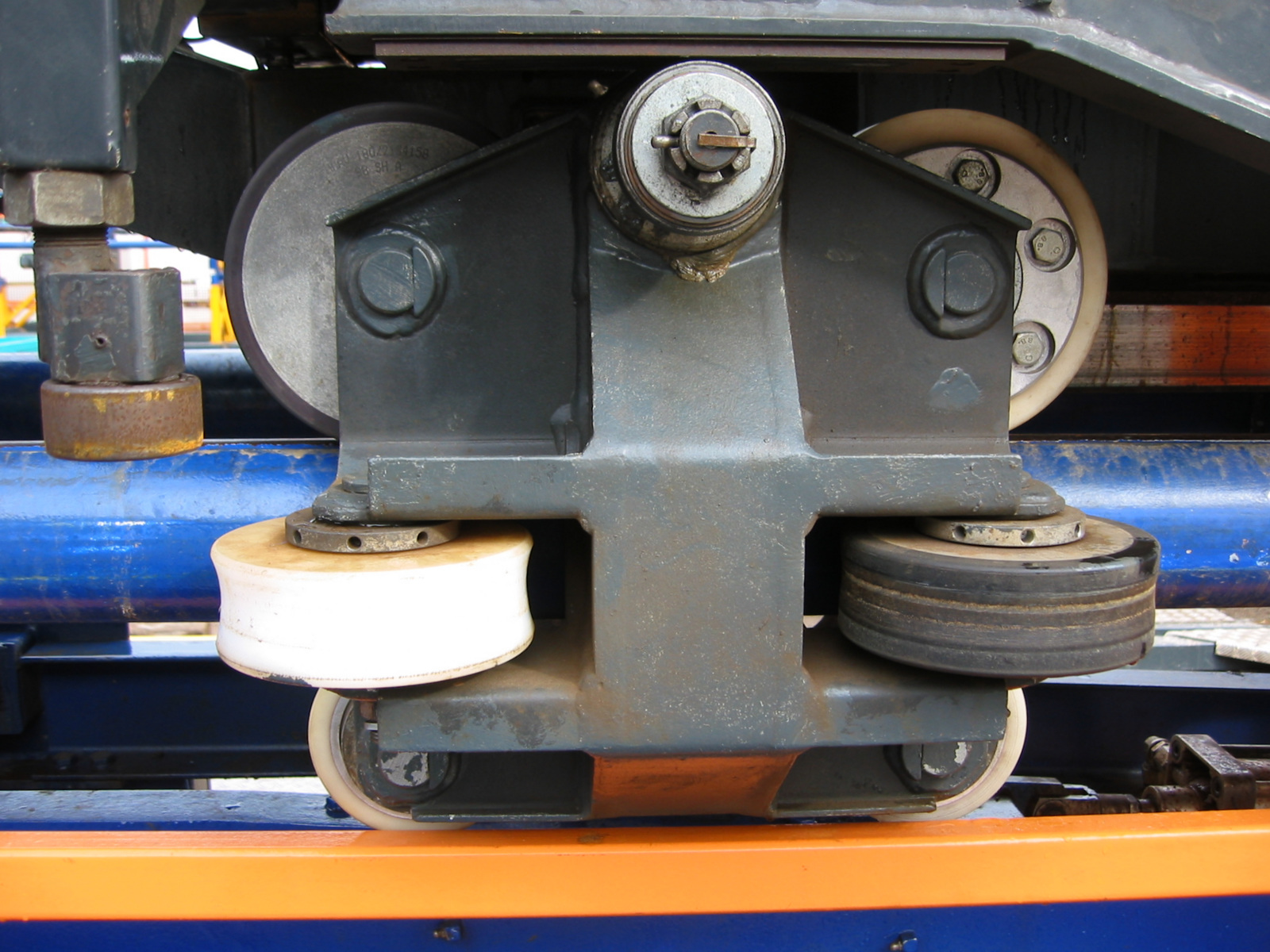
Eine Achterbahn-Räderanordnung in seitlicher Aufsicht. Die Underfriction-Räder sind unten. Die drei Radsätze klammern sich um die Schiene.

Schematische Darstellung einer Holzachterbahnschiene mit Fahrwerk
1: Laufrad, 2: Sidefriction Wheel, 3: Upstop Wheel, 4: Schiene mit Metallauflagen (rot), 5: Wagen

Ein Achterbahnfahrwerk hat die Aufgabe, die Bewegung des Wagens – häufig Teil einer Wagengarnitur – einer Achterbahn sicher entlang der zumeist zwei Schienen zu führen.
Eisenbahnwagen rollen im Zweischienengleis je Achse auf einem Radsatz aus zwei Rädern, die fest über eine materielle Achse verbunden sind. Die Schwerkraft presst den Zug ins (quer) horizontal liegende Gleis. Spurkränze bilden Anschläge gegen seitliches aus dem Gleis laufen. Konische Radlaufflächen, etwas quer zueinander geneigte Fahrschultern der Schienen sowie eine Überhöhung des Gleises in Kurven sind wichtige Aspekte für die Führung. Der Formschluss mit einem gewissen Spiel ergibt sich nur im Zusammenwirken mit der Anpresskraft an das Gleis im Wesentlichen durch die Schwerkraft.
Das Fahrwerk von Achterbahnwagen hat die Aufgabe, Kräfte in drei Richtungen zwischen Wagen und Gleis zu übertragen:
- Druck
- Zug
- Seitenführung

Erst die Übertragung einer Zugkraft (auf den Wagen nach unten) erlaubt:
- das Einleiten des Kippens eines Wagens um seine Querachse,
- das Führen des Wagens auf einem Kurs mit mehr Abwärtsbeschleunigung als Erdbeschleunigung und
- das beschleunigte Drehen um eine Längsachse

Dazu umgreifen je Radsatz typisch drei Rollenpaare eine Schiene von oben, von unten und von einer Seite. Eine vierte Seite der Schiene bleibt frei für ihre Halterung, etwa auf einem Gerüst. Die Seitenführungsräder liegen bei Holzachterbahnen eher innen am Gleis, bei Stahlachterbahnen zumeist außen. Die paarweise Anordnung von Rollen im Radsatz richtet diesen an der Schiene aus und verhindert ein mögliches Verklemmen von gegenüberliegenden Rollen, reduziert die Tendenz zum Flattern und verbessert die Übertragung von Brems- und Schubkraft.
Oft stecken zwei Radsätze – links und rechts – auf einer Querstange unter dem Wagen und bilden so eine Wagenachse. Die Ansteuerung von zwei dieser Achsen an einen Wagen kann geometrisch unterschiedlich erfolgen.

## Räder
Das Fahrwerk einer modernen Achterbahn besteht üblicherweise aus drei Radpaaren pro Achse und Wagenseite, den Laufrädern, den Sidefriction-Wheels und den Underfriction-Wheels. Bei den meisten Stahlachterbahnen sind die Räder jeweils doppelt ausgelegt. Heute sind die Räder mehrheitlich aus Metall mit einer Kunststoffauflage für die Lauffläche gefertigt. Bei Holzachterbahnen kommen in der Regel Metallräder ohne Kunststofflauffläche zum Einsatz.

### Laufräder
Die Laufräder sind die Räder, mit denen die Bahn die meiste Zeit auf der Schiene rollt. Frühe Achterbahnen hatten ausschließlich Laufräder, die Eisenbahnrädern ähnelten. Üblicherweise sind die Laufräder die größten Räder, da sie in Tälern durch die auftretenden Kräfte das Analog des mehrfachen Zuggewichtes tragen.

### Sidefriction-Wheels

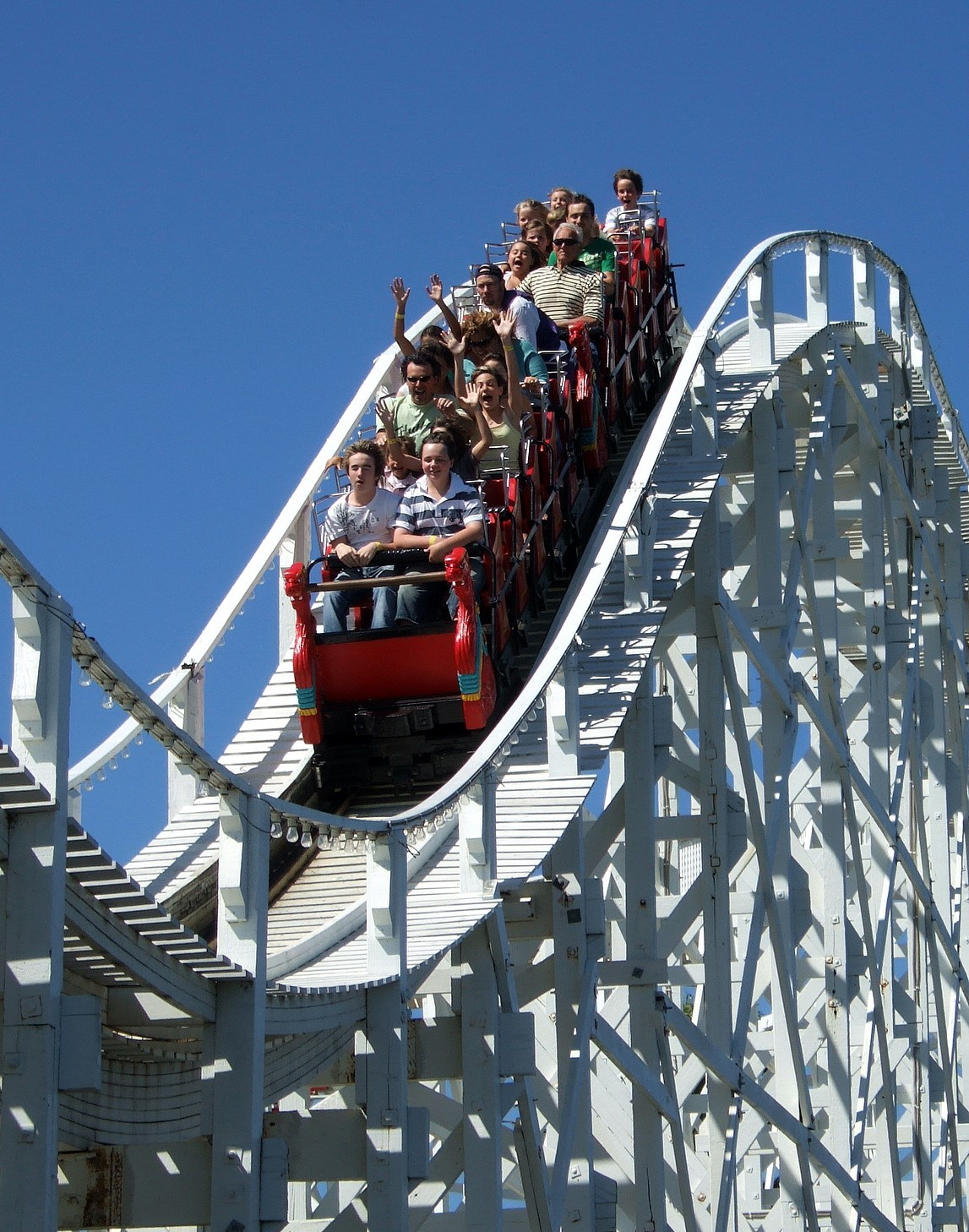
Ein Side friction roller coaster, Scenic Railway in Melbourne

Um das Entgleisen der Züge auf kurvigen Strecken zu vermeiden, wurden in den achtziger Jahren des 19. Jahrhunderts die seitlich angebrachten Sidefriction-Wheels entwickelt. Damit ausgerüstete Holzachterbahnen, die sogenannten Side friction roller coaster hatten seitlich der Laufschienen angebrachte Führungsbretter, an denen die seitlichen Räder liefen. Die Bahnen fuhren dadurch in einer Art Trog.
Bei Holzachterbahnen greifen die Sidefriction-Wheels üblicherweise von innen an die Schiene (siehe Grafik). Bei Stahlachterbahnen gibt es sowohl Varianten, bei denen die Räder von außen an die Stahlschiene greifen, als auch solche, bei denen sie innen montiert sind.

### Underfriction-Wheels
Die Underfriction-Wheels (auch Up-Lift- oder Up-Stop-Wheels genannt) sind so am Zug befestigt, dass sie von unten an die Schiene greifen. Dadurch kann der Zug bei negativen G-Kräften nicht von den Schienen abheben. Das Design wurde 1919 von John Miller patentiert.
Heute gibt es nur noch wenige Bahnen, die ausschließlich Sidefriction-Wheels und keine Underfriction-Wheels haben. In dem Fall ist die Fahrt entweder so geplant oder ein Mitarbeiter sorgt als Bremser dafür, dass die Geschwindigkeit nicht so hoch wird, dass die Bahn entgleisen könnte.
Bei einigen einfachen Achterbahnmodellen sind Side- und Underfriction-Wheels kombiniert zu Rädern, die seitlich schräg an die Schiene greifen. Bei anderen (zum Beispiel beim Big Apple) greifen die Laufräder konkav um die Schiene, und das Herausspringen nach oben wird durch einfache Metallbolzen verhindert.

## Verbindung und Lenkung

### Drehgestell-Lenkung
Die Radsätze an der inneren und äußeren Schiene, von denen in der Abbildung nur je 2 Laufräder dargestellt sind, sind fest miteinander verbunden. Die verbindende Achse (B) liegt auf dem Radius eines Kreises, auf dessen Umfang die beiden Schienen verlaufen; die Achse verläuft somit radial zur Kurve und rechtwinklig zur Schiene. Diese Achse ist drehbar mit dem Wagen verbunden, ähnlich einem Drehgestell bei anderen Schienenfahrzeugen. Die Verbindung zwischen vorderer und hinterer Achse ist auf einer Seite mit einem Kugelgelenk, und auf der anderen Seite mit einem „Scharnier“, ähnlich einer  Knicklenkung, ausgestattet. Das Scharnier beschränkt die Bewegung der Verbindungsstange auf eine Ebene, das Kugelgelenk nicht. Dadurch sind auch räumliche Wagenbewegungen wie z. B. Schraubenbewegungen, gemäß dem Schienenverlauf möglich.
Die Waggons können direkt miteinander verbunden werden oder mit Kugelgelenken zu einem Zug gekoppelt werden (in der Zeichnung grün dargestellt). Zweiachsige Waggons können auch getrennt fahren.
Diese Bauweise ist gut für niedrige Geschwindigkeiten und enge Kurven geeignet.

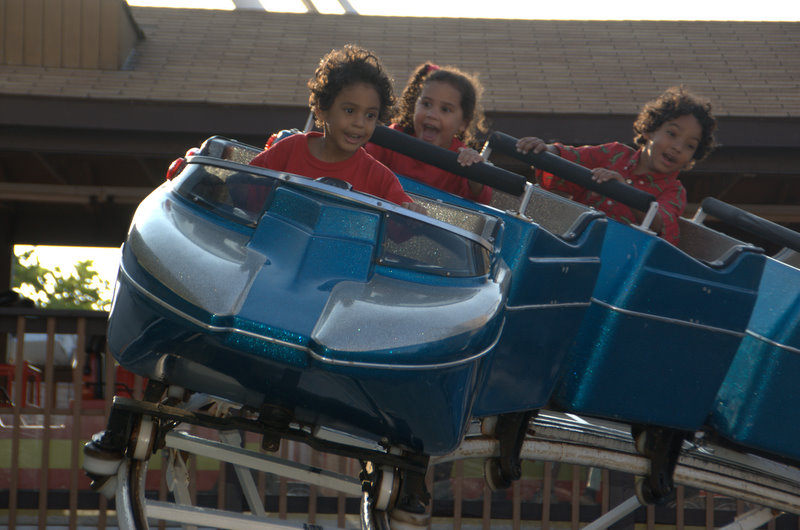
Wave
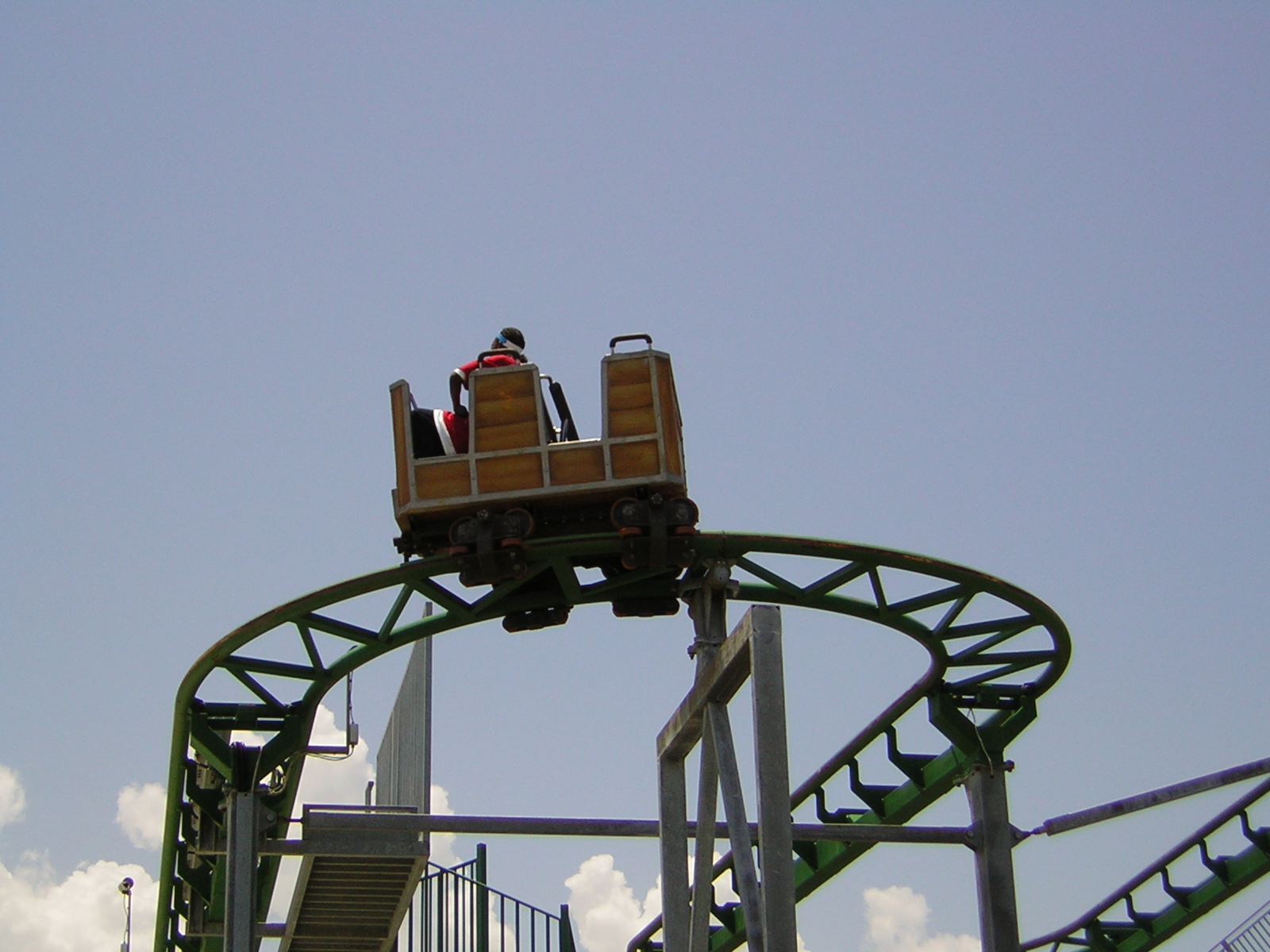
Muskrat Scrambler

Die oben abgebildeten Achterbahnwaggons, bei denen das Drehgestell-Prinzip zum Einsatz kommt, haben jeweils zwei bewegliche Achsen.

#### Spinning Coasters
Spinning Coasters sind eine Variante der Drehgestell-Bauart mit nebenstehender schematischer Darstellung des Aufbaus.

Schematische Darstellung des Drehgestells eines Spinning Coasters

Beim Spinning Coaster sind die Vertikalachsen, um die sich die Gondel mit den Sitzen dreht, nach Art eines Kugelgelenks mit einem Mittelteil symmetrisch verbunden. Damit der Mittelträger mit der Gondel nicht umkippt, hat dieser statt des Scharniers zwei Ausleger, die eine zusätzliche horizontale Achse bilden. Darauf sind bewegliche Auflieger befestigt (in der Darstellung lila). Diese liegen zusätzlich auf Achs-Rollen auf. Führt der Waggon schraubenförmige Bewegungen durch, bildet das Verbindungsglied die Mittellinie eines von den beiden Achsen gebildeten Dreiecks.

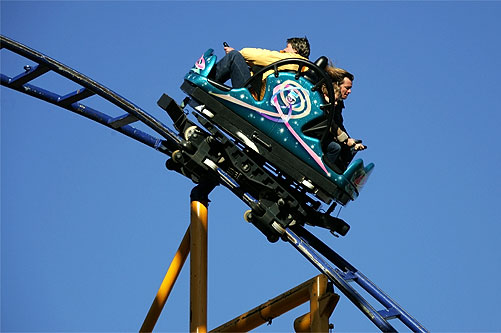
Spinning Racer

### Achsschenkellenkung

Schematische Darstellung einer Achsschenkellenkung

Alle vier Radsätze sind in horizontaler Ebene drehbar am Chassis angeordnet, wie bei Kraftfahrzeugachsen zur Achsschenkellenkung. Das Chassis selber ist nur in Torsionsrichtung drehbar, sonst sind die Drehpunkte der Radsätze starr zueinander fixiert. Die Achsen (B) liegen nicht radial zur Schienenkurve und stehen nicht im rechten Winkel zum jeweiligen Schienenstück. Daraus ergeben sich kleine Differenzen in der Spurweite, die ausgeglichen werden müssen.
Waggons können auch hier allein fahren, aneinandergehängt oder, wie in der Darstellung gezeigt, direkt aneinander gebaut werden.
Diese Bauweise ist gut geeignet für hohe Geschwindigkeiten und weite Kurven.
|  |

In den Inverted Coasters, z. B. dem Wicked Twister, sind die drehbaren Radsätze besonders gut sichtbar. Ihre Beweglichkeit ist in etwa mit denen eines Rades eines Einkaufswagens vergleichbar. Die Sitze und der Rahmen sind einseitig starr mit der Achse verbunden. Auf der anderen Seite ist der Rahmen mit einem Kugelgelenk mit dem nächsten Waggon verbunden, ggf. auch mit der einzelnen Achse am Ende des Zuges.
Das Gelenk zwischen den Waggons kann als Kugelgelenk (siehe Swamp Thing) oder als Kardangelenk und Axiallager  (siehe Jimmy Neutron's Atomic Flyer) ausgeführt sein. Der Wicked Twister nimmt die starke Torsion gut auf. Diese  Achterbahnbauart ist geeignet für das Befahren von Kuppen mit kleinem Radius, jedoch nicht für enge horizontale Kurven. Um ein 'Flattern' der Lenkung zu reduzieren, können die Radsätze durch ein Trapez-Gestänge verbunden werden, welches typisch für die Achsschenkellenkung ist.

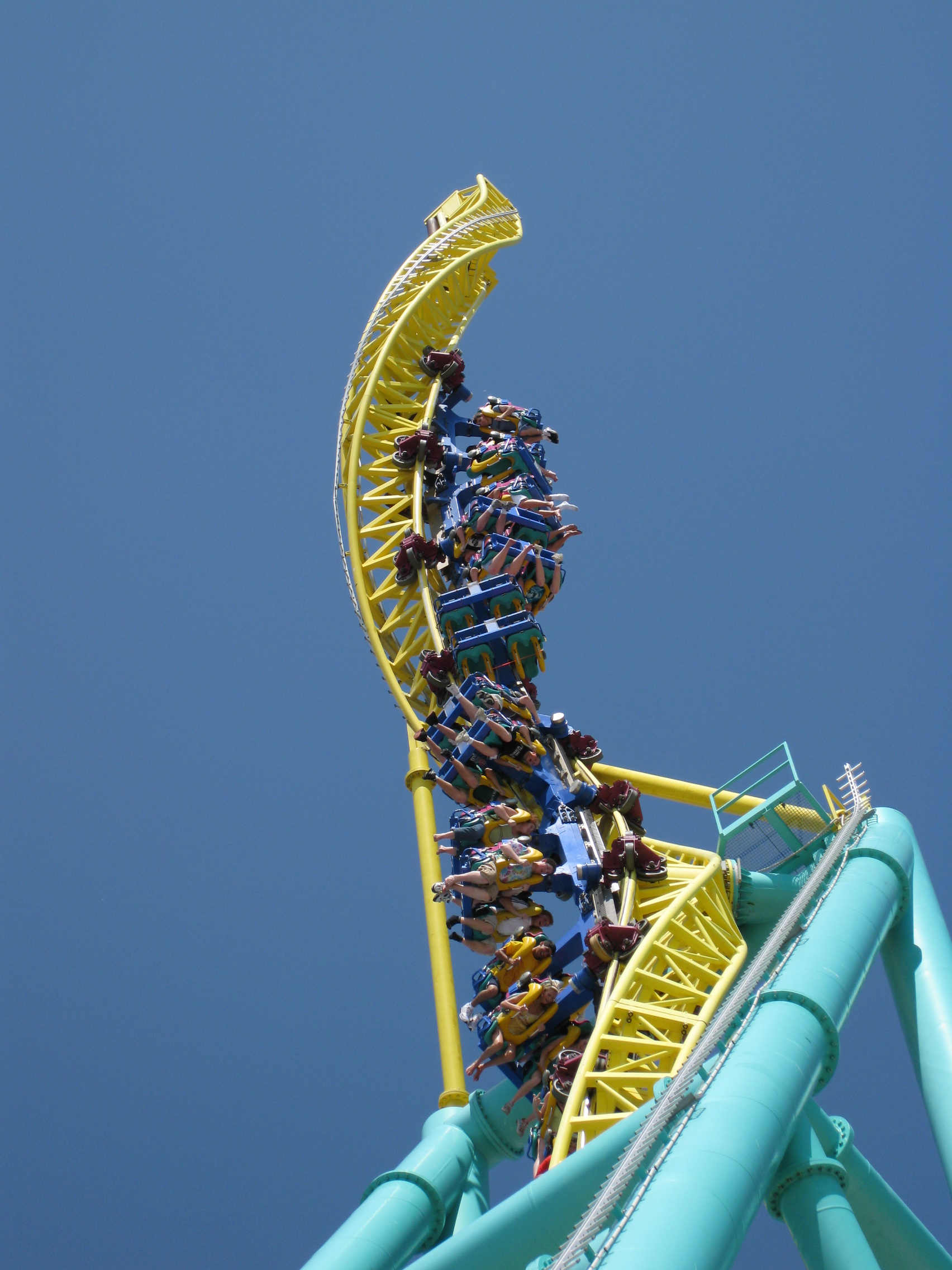
Wicked Twister
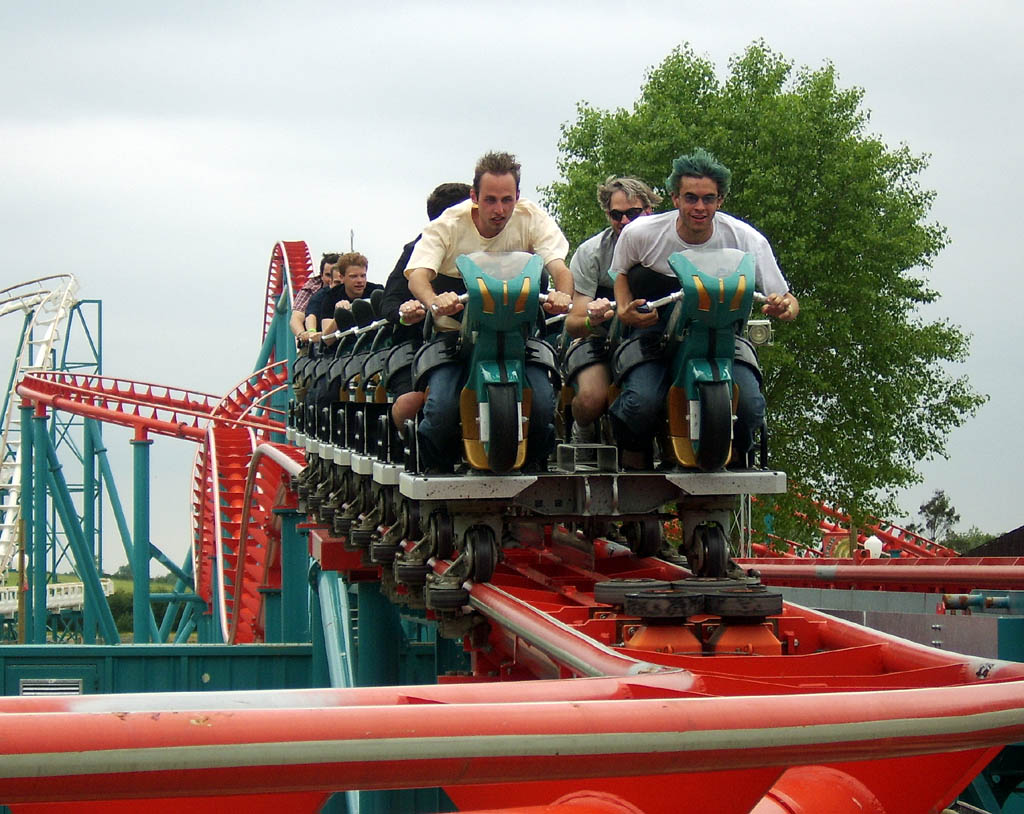
Velocity
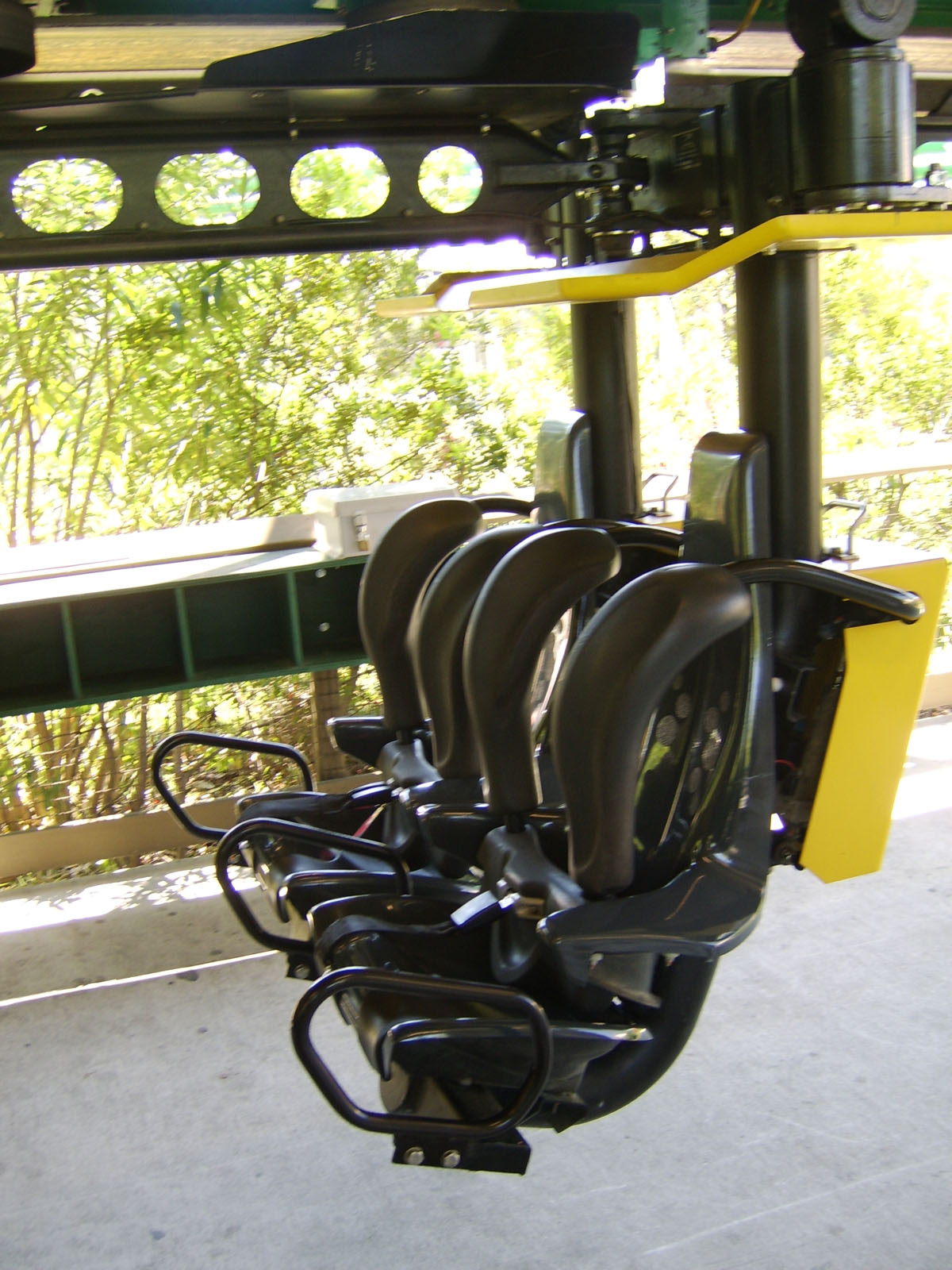
Swamp Thing
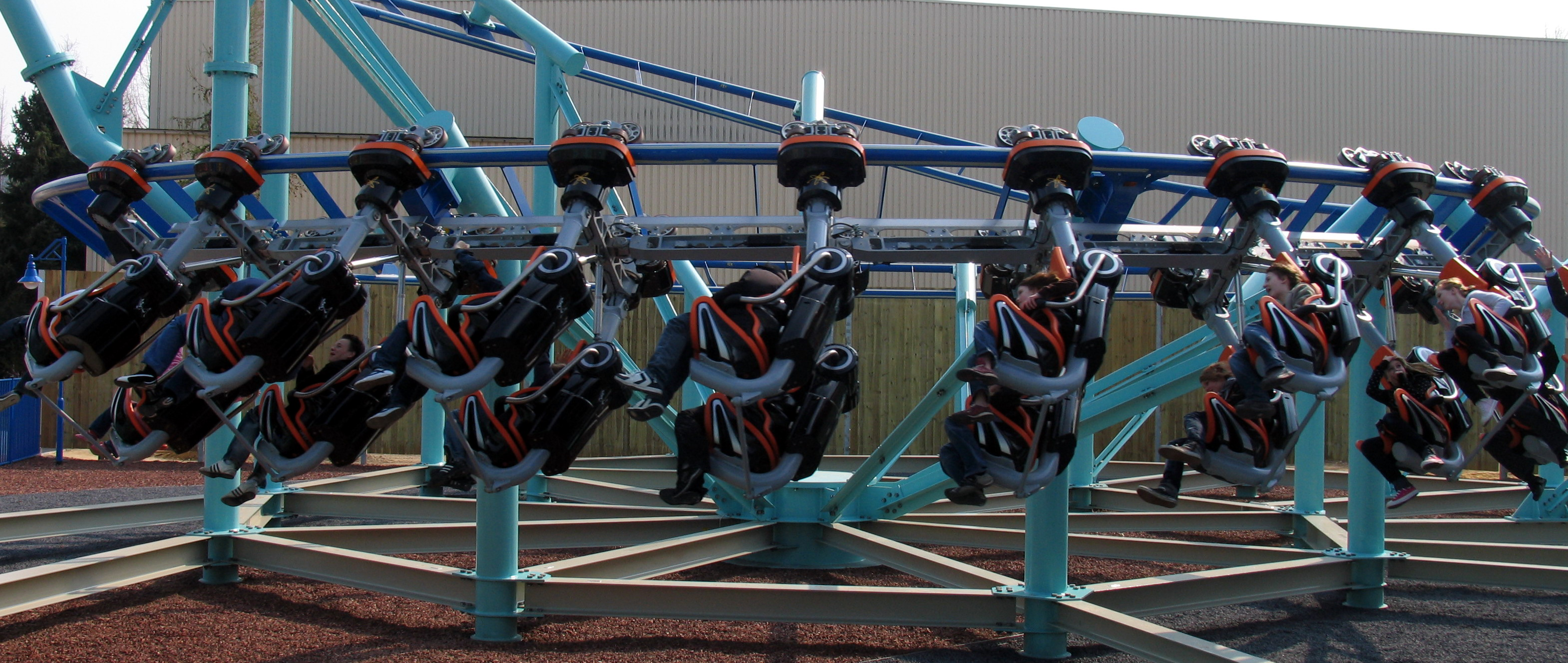
Jimmy Neutron's Atomic Flyer